# Tây Lương (Thập lục quốc)
Tây Lương (400 – 420) là nhà nước trong thời Ngũ Hồ Thập lục quốc ở vùng Cam Túc, do Lý Cảo người Hán tạo dựng, định đô trước ở Đôn Hoàng, sau thiên đô tới Tửu Tuyền, rồi lại là Đôn Hoàng. Do vùng đất thống trị ở phía tây khu vực có tên gọi thời cổ là Lương Châu nên sử sách Trung Quốc gọi là Tây Lương. Hoàng thất nhà Đường cũng như các nhà thơ Lý Bạch, Lý Thương Ẩn đều nhận họ Lý của Tây Lương là tổ tiên.

## Lịch sử
Lý Cảo (351–417) vốn là Thái thú quận Đôn Hoàng của nhà Bắc Lương, người Hán, quê ở Định Đào (Thành Kỷ, Lũng Tây), tự xưng là cháu đời thứ 16 của danh tướng Lý Quảng đời Tây Hán. Dưới sự ủng hộ của nhóm đại địa chủ Địch Đạo người Hán, kiến lập lên nhà Tây Lương, đóng đô ở Đôn Hoàng.
Năm 400 Lý Cảo tự xưng là đại tướng quân, hộ khương giáo úy, châu mục hai châu Tần, Lương, tước Lương công. Ông cũng đặt niên hiệu thành Canh Tý, lấy Đôn Hoàng làm đô thành với lãnh thổ trải rộng tới Tây Vực. Năm 405, Lý Cảo chuyển kinh đô từ Đôn Hoàng về Tửu Tuyền nhằm tránh áp lực quân sự của Bắc Lương, dâng biểu nhận thụ phong của Đông Tấn. Ông thiết lập Kiều Quận an trí các lưu dân từ Giang Hoài và Trung châu Hà Nam trốn đến. Lý Cảo coi trọng sản xuất nông nghiệp, thực hiện đồn điền suốt vùng Ngọc Môn, Dương Quan, thường thu hoạch được sung túc, đời sống dân chúng có phần an ổn, thế lực chính trị hơn hẳn Tây Vực.
Năm 417, Lý Cảo mất. Con trai là Lý Hâm kế vị, nhận tước phong Tửu Tuyền công của Đông Tấn. Lý Hâm không giữ kỷ cương, sử dụng hình pháp không nghiêm. Ông cũng cho xây dựng nhiều cung điện, mặc dù quần thần can gián nhưng không nghe.
Năm 420, Bắc Lương vờ tấn công Tây Tần để dụ Tây Lương. Lý Hâm mắc mưu xuất quân tiến công Bắc Lương. Kết quả thua trận và bị giết chết. Quân đội Bắc Lương nhân đó chiếm luôn cả Tửu Tuyền. Em trai Lý Hâm là Lý Tuân lên ngôi tại Đôn Hoàng. Năm 421 (Vĩnh Kiến thứ 2), Bắc Lương dẫn nước vào làm ngập Đôn Hoàng. Lý Tuân xin hàng không được đành tự sát. Tây Lương trước sau tồn tại 22 năm.

## Các vua Tây Lương
| Họ tên  | Miếu hiệu | Thụy hiệu      | Thời gian trị vì | Niên hiệu                               |
| ------- | --------- | -------------- | ---------------- | --------------------------------------- |
| Lý Cảo  | Thái Tổ   | Vũ Chiêu Vương | 400 – 417        | Canh Tý (400 - 404) Kiến Sơ (404 - 417) |
| Lý Hâm  | Không     | Không          | 417 - 420        | Gia Hưng                                |
| Lý Tuân | Không     | Không          | 420 - 421        | Vĩnh Kiến                               |

|                             |                             |                             |                             |                             |                             |  |  | Lương Vũ Chiêu Đế Lý Cảo 351-400-417 |  |  |  |  |  |  |  |                              |                              |                              |                              |                              |                              |
|                             |                             |                             |                             |                             |                             |  |  |                                      |  |  |  |  |  |  |  |                              |                              |                              |                              |                              |                              |
|                             |                             |                             |                             |                             |                             |  |  |                                      |  |  |  |  |  |  |  |                              |                              |                              |                              |                              |                              |
| Lương Công Lý Hâm ?-417-420 | Lương Công Lý Hâm ?-417-420 | Lương Công Lý Hâm ?-417-420 | Lương Công Lý Hâm ?-417-420 | Lương Công Lý Hâm ?-417-420 | Lương Công Lý Hâm ?-417-420 |  |  |                                      |  |  |  |  |  |  |  | Lương Công Lý Tuân ?-420-421 | Lương Công Lý Tuân ?-420-421 | Lương Công Lý Tuân ?-420-421 | Lương Công Lý Tuân ?-420-421 | Lương Công Lý Tuân ?-420-421 | Lương Công Lý Tuân ?-420-421 |

## Trong văn học Trung Hoa
Tây Lương quốc được nhắc đến lần đầu ở hồi 53- 55 trong tác phẩm kinh điển Tây Du Ký của Ngô Thừa Ân. Là một quốc gia nhỏ, chỉ toàn phụ nữ, không thấy nam nhi, có Tích Lôi Sơn, Độc Địch Sơn, Hỏa Diệm Sơn, Thúy Vân Sơn, Giải Dương Sơn, Mẫu Tử Hà, Lạc Thai Tĩnh; hằng năm cống nạp lễ vật cho Tế Trại Quốc.